# Dhanus doveri
Dhanus doveri är en spindeldjursart som beskrevs av William Syer Bristowe 1952. Dhanus doveri ingår i släktet Dhanus och familjen Ideoroncidae. Inga underarter finns listade i Catalogue of Life.